# OECD:s modellavtal
OECD:s modellavtal är ett av OECD utvecklat förslag till dubbelbeskattningsavtal.

## Historik
Den första versionen publicerades 1963 och har flitigt uppdaterats sedan dess. Nuvarande är version nr från 2017.

## Struktur och innehåll
Modellavtalet är från 22 juli 2010 och består av 31 artiklar (Articel).

### Kapitel I Konventionens omfattning

#### Artikel 1 Personer som omfattas
Den innehåller endast att konventionen ska tillämpas på medborgare i en eller två stater.

#### Artikel 2 Skatter
Den reglerar att de skatter det är fråga om är de på inkomst och kapital.

### Kapitel II Definitioner

#### Artikel 3 Allmänna definitioner
Artikeln innehåller allmänna definitioner.

#### Artikel 4 Skattskyldiga
Artikeln definierar betydelsen av rätt stat för en medborgare (resident). Om han anses vara medborgare i två stater ska avgörande fällas så att ska anses vara medboragre i den stat där han har ett permanent hem. Har han hem i båda staterna ska han vara medborgare där han har sina personliga och ekonomiska kontakter (center of interest).

#### Artikel 5 Fast driftställe
Artikeln behandlar fast driftställe (Permanent establishment, ofta förkortat PE).

### Kapital III inkomstbeskattning

#### Artikel 6 Inkomst från fast egendom
Enligt artikeln ska inkomst av fast egendom även omfatta inkomst från skogsbruk och jordbruk.

#### Artikel 7 Rörelseinkomst
Enligt huvudregeln ska rörelsevinst (Business profits) anbart beskattas i den stat där rörelse bedrivs med undantag för det fall då företaget har fast driftställe i den andra staten.

#### Artikel 8 Inkomst från sjöfart mm
Sjöfart och flygfart ska beskatta enbart i det land där rederiet har sitt säte alternativt där företagsledningen eller huvudkontoret finns.
Finns företagsledningen ombord på ett skepp ska taxeringen ske i skeppets hemmahamn.

#### Artikel 9 Kompanjonskap
Företag i kompanjonskap ska taxeras i endera staten endast och om beskattning sker i den andra staten ska skatten i den andra sten avräknas från skatten i den första staten. Beslutande myndigheter ska konsultera varandra så att dubbelbeskattning undviks.

#### Artikel 10 Utdelning
Utdelningar ska beskattas där mottagaren bor.
Utdelningar kan också beskattas i den stat där utbetalning sker. I så fall får beskattning högst ske med 5 % om mottagaren äger minst 25 % av utbetalande företag och högst 15 % i övriga fall.

#### Artikel 11 Ränta
Ränta ska beskattas i den stat där mottagaren är bosatt. Ska ränta beskattas i utbetalande stat får den högst uppgå till 10 % av bruttoutbetalningen.

#### Artikel 12 Royalties
Royalty ska beskattas där mottagaren bor. Royalty utgör varje slag av ersättning för nyttjande av eller rätten att nyttja litterärt verk eller patent, varumärke eller motsvarande.

#### Artikel 13 Kapitalvinst
Kapitalvinster (Capital gains) som härröt från fast egendom ska beskattas i den stat där fastigheten ligger.
Kapitalvinster som är hänförliga till fartyg ska beskattas där ledningen finns. Kapitalvinster från aktier i fastighetsbolag ska beskattas i den stat där fastigheten ligger. Övriga kapitalvinster ska beskatta där ägaren är bosatt.

#### Artikel 15 Löneinkomst
Inkomst från anställning i den stat där den anställde är bosatt. Utför denne arbete i annan stat mer än 183 dagar på ett år ska han beskattas i denna stat.

#### Artikel 16 Ersättning till företagsledning
Företagsledares lön kan beskattas antingen i den stat där styrelsen har sitt säte eller där företagsledaren är bosatt.

#### Artikel 17 Ersättning till artister och idrottsmän
Inkomster för artister, underhållare och idrottsmän kan beskattas i den stat där de uppträder.

#### Artikel 18 Pensioner
Pension ska beskattas i pensionärens hemstat.

#### Artikel 19 Statlig tjänst
Löner och liknande ersättningar som betalas av en stat ska beskattas i den staten. Om mottagaren bor i en annan stat och utför sitt arbete där ska beskattning också ske där.

#### Artikel 20 Studenter
Betalningar från en stat till en studerande eller elev som är bosatt i en annan stat enbart för studier ska beskattas i den första staten.

#### Artikel 21 Övrig inkomst
Övriga inte tidigare nämnda inkomster ska beskattas i utbetalande stat. 

### Kapitel IV Beskattning av kapital

#### Artikel 22 Kapital
1. Kapital som härrör från fast egendom kan beskattas där fasta egendomen ligger.
2. Lös egendom som ingår i rörelse med fast driftställe kan beskattas där fast driftstället finns.
3. Kapital från fartyg och flygplan ska beskattas där företagsledningen finns.
4. Övriga kapitalinkomster ska beskatta där ägaren är bosatt.[12]

### Kapitel V Metoder för att undvika dubbel beskattning

#### Artikel 23 A Exemptmetoden
Om någon som är bosatt i en stat erhåller inkomst som beskattas i den andra staten ska han erhålla befrielse från skatt i den första staten enligt den så kallade exemptmetoden.

#### Artikel 23 B Creditmetoden
Creditmetoden innebär att bosättningslandet enligt intern rätt eller hemviststaten enligt skatteavtal beskattar den utländska inkomsten men medger avräkning från dess egen skatt för den skatt som erlagts i den andra staten.

### Kapital VI Speciella bestämmelser

#### Artikel 24 Icke-diskriminering
1. Medborgare i en stat får inte utsättas för beskattning eller andra krav än medborgare i den egna staten.
2. Statslösa personer som är bosatta i en stat får inte beskattas hårdare eller annorlunda än medborgare i den egna staten.
3. Beskattningen av företag med fast driftställe får inte beskattas mindre fördelaktigt än företag i den egna staten.[14]

#### Artikel 25 Ömsesidigt förfarande
1. Om en person anser sig inte ha blivit beskattad enligt denna konvention kan han göra en framställning till myndighet i sitt hemland. Framställningen måste göras inom tre år räknat från det första meddelandet om taxeringen.
2. Myndigheten ska om framställningen förefaller välgrundad försöka komma till en tillfredsställande lösning med motsvarande myndighet i det andra landet.
3. De får också konsultera varandra för att nå en lösning.
4. De kan låta en gemensam kommitté söka een lösning.
5. Olöst problem kan hänskjutas till skiljeförfarande om parten begär det.[15]

#### Artikel 26 Utbyte av information
Myndigheterna ska utbyta som de bedömer vara relevant för att tillämpa bestämmelserna i denna konvention.
All information ska behandlas med sekretess på samma sätt som ska ske med information enligt det egna landets lag.

#### Artikel 27 Biträde med indrivning av skatter
1. Myndigheterna ska biträda varandra när det gäller att inkassera skatter. Detta biträde är inte begränsat av artikel 1 och 2.
2. Med skatter avses alla typer av skatter under förutsättning att de inte fastställts i strid mot denna konvention.
3. Kan en skatt inte drivas in i en stat kan den andra staten driva in den enligt sina regler om exekution.[17]

#### Artikel 28 Medlemmar av den diplomatiska och konsulära kåren
Ingenting i denna konvention får inkräkta på de privilegier den diplomatiska och konsulära kåren kan ha enligt nationell eller internationell lag.

#### Artikel 29 Territoriell omfattning
Denna konvention kan omfatta annat territorium till vilket stat utsträckt sin beskattningsrätt.

### Kapitel VII Slutliga bestämmelser

#### Artikel 30 Ikraftträdande
Denna konvention ska ratificeras och ratificeringsinstrumenten ska utbytas den XXXX-XX-XX  så snart som möjligt.
Konventionen ska börja gälla XXXX-XX-XX

#### Artikel 31 Upphörande
Denna konvention ska träda i kraft och gälla till dess den uppsagts minst sex månader före varje kalenderårs utgång.

## Om MAP
OECD har upprätta en manual i vilken varje artikel kommenterats.